# Comité do Património Mundial
O Comité do Património Mundial é uma organização que estabelece os locais que devem ser listados como Património Mundial da UNESCO. É responsável pela implementação da Convenção do Património Mundial, define a utilização do Fundo do Património Mundial e aloca assistência financeira aos Estados-Membros. É composto por 21 Estados-Membros, que são eleitos pela Assembleia Geral dos Estados-Membros para um mandato de quatro anos.
De acordo com a Convenção do Património Mundial, o mandato de um membro da comissão é de seis anos, no entanto muitos Estados-Membros optaram voluntariamente ser membros do Comité por apenas quatro anos, a fim de dar a outros Estados-Membros a oportunidade de fazer parte da comissão. Por exemplo, todos os membros eleitos na 15a Assembleia Geral (2005) tenham voluntariamente decidio reduzir seus mandatos de seis para quatro anos.
O Comité do Património Mundial se reúne uma vez por ano para discutir a gestão dos actuais Sítios do Património Mundial. A sessão é realizada anualmente em locais que estão sendo considerados Património Mundial.

## Sessões do Comité do Património Mundial
| Sessão | Ano  | Data                            | Cidade anfitriã      | Estado         |
| ------ | ---- | ------------------------------- | -------------------- | -------------- |
| 1      | 1977 | 27 de junho - 1 de julho        | Paris                | França         |
| 2      | 1978 | 5 de setembro - 8 de setembro   | Washington, D.C.     | Estados Unidos |
| 3      | 1979 | 22 de outubro - 26 de outubro   | Cairo e Luxor        | Egito          |
| 4      | 1980 | 1 de setembro - 5 de setembro   | Paris                | França         |
| 5      | 1981 | 26 de outubro - 30 de outubro   | Sydney               | Austrália      |
| 6      | 1982 | 13 de dezembro - 17 de dezembro | Paris                | França         |
| 7      | 1983 | 5 de dezembro - 9 de dezembro   | Florença             | Itália         |
| 8      | 1984 | 29 de outubro - 2 de novembro   | Buenos Aires         | Argentina      |
| 9      | 1985 | 2 de dezembro - 6 de dezembro   | Istambul             | Turquia        |
| 10     | 1986 | 24 de novembro - 28 de novembro | Paris                | França         |
| 11     | 1987 | 7 de dezembro - 11 de dezembro  | Paris                | França         |
| 12     | 1988 | 5 de dezembro - 9 de dezembro   | Brasília             | Brasil         |
| 13     | 1989 | 11 de dezembro - 15 de dezembro | Paris                | França         |
| 14     | 1990 | 7 de dezembro - 12 de dezembro  | Banff                | Canadá         |
| 15     | 1991 | 9 de dezembro - 13 de dezembro  | Cartago              | Tunísia        |
| 16     | 1992 | 7 de dezembro - 14 de dezembro  | Santa Fé             | Estados Unidos |
| 17     | 1993 | 6 de dezembro - 11 de dezembro  | Cartagena das Índias | Colômbia       |
| 18     | 1994 | 12 de dezembro - 17 de dezembro | Phuket               | Tailândia      |
| 19     | 1995 | 4 de dezembro - 9 de dezembro   | Berlim               | Alemanha       |
| 20     | 1996 | 2 de dezembro - 7 de dezembro   | Mérida               | México         |
| 21     | 1997 | 1 de dezembro - 6 de dezembro   | Nápoles              | Itália         |
| 22     | 1998 | 30 de novembro - 5 de dezembro  | Quioto               | Japão          |
| 23     | 1999 | 29 de novembro - 4 de dezembro  | Marrakech            | Marrocos       |
| 24     | 2000 | 27 de novembro - 2 de dezembro  | Cairns               | Austrália      |
| 25     | 2001 | 11 de dezembro - 16 de dezembro | Helsínquia           | Finlândia      |
| 26     | 2002 | 24 de junho - 29 de junho       | Budapeste            | Hungria        |
| 27     | 2003 | 30 de junho - 5 de julho        | Paris                | França         |
| 28     | 2004 | 28 de junho - 7 de julho        | Suzhou               | China          |
| 29     | 2005 | 10 de julho - 17 de julho       | Durban               | África do Sul  |
| 30     | 2006 | 8 de julho - 16 de julho        | Vilnius              | Lituânia       |
| 31     | 2007 | 23 de junho - 1 de julho        | Christchurch         | Nova Zelândia  |
| 32     | 2008 | 2 de julho - 10 de julho        | Quebec               | Canadá         |
| 33     | 2009 | 22 de junho - 30 de junho       | Sevilha              | Espanha        |
| 34     | 2010 | 25 de julho - 3 de agosto       | Brasília             | Brasil         |
| 35     | 2011 | 19 de junho - 29 de junho       | Paris                | França         |
| 36     | 2012 | 25 de junho - 5 de julho        | São Petersburgo      | Rússia         |
| 37     | 2013 | 17 de junho - 27 de junho       | Phnom Penh           | Camboja        |
| 38     | 2014 | 15 de junho - 25 de junho       | Doha                 | Qatar          |
| 39     | 2015 | 28 de junho - 8 de julho        | Bona                 | Alemanha       |
| 40     | 2016 | 10 de julho - 20 de julho       | Istambul             | Turquia        |
| 41     | 2017 | 2 de julho - 12 de julho        | Cracóvia             | Polônia        |
| 42     | 2018 | 24 de junho - 4 de julho        | Manama               | Barém          |
| 43     | 2019 | 30 de junho - 10 de julho       | Baku                 | Azerbaijão     |
| 44     | 2020 | 16 de julho - 31 de julho       | Fuzhou               | China          |
| 45ª    | 2022 | 10-25 de setembro               | Riade                | Arábia Saudita |